# Mistral
A Mistral (Missile Transportable Anti-aérien Léger) egy infravörös rávezetést alkalmazó kis hatótávolságú föld-levegő rakéta, amelyet az MBDA európai multinacionális vállalat gyárt. A Mistral rakéták legújabb M3 változat maximális hatótávolsága hivatalosan 8 km, azonban lassabb, nehezen manőverező célokat 9–10 kilométerről is elérheti.
A Mistral föld-levegő rakétákat 1999-ben a Magyar Honvédség is rendszeresítette ATLAS konfigurációban.

## Kialakítása és jellemzői
A Mistral egy passzív infravörös rávezetésű könnyű légvédelmi (föld-levegő) rakéta, amely hatótávolsága mintegy 8 kilométer. A rakéta tömege miatt csak indítóállványról vethető be. Indítóállványból létezik egy  két fő által "lábon" hordozható változat vagyis nevezhető ember által (gyalog) hordozható légvédelmi rendszernek (MANPADS), de jellemzően inkább járművekre telepítik a Mistralt. A rakéta nagyobb tömege előnnyel is jár: a rakéta sebessége, harci része és megsemmisítési zónája nagyobb mint más hasonló rakétáké (pl. a Stingeré).
A Mistral 19,7 kg-os tömegéből 12,4 kg-ot a rakétahajtómű, 2,95 kg-ot pedig a repesz-romboló harci rész tesz ki . Ez utóbbi 1600 db 1 grammos wolframgolyót tartalmaz a fokozott repeszhatás érdekében. A harci részt egy lézeres közelségi gyújtó illetve egy csapódó gyújtó is működésben hozhatja a célpont biztosabb megsemmisítése érdekében.A rakéta amennyiben nem ér el találatot, biztonsági okokból 14 másodperc után megsemmisíti önmagát.
A rakéta 1,88 méter hosszú átmérője pedig 90 milliméter. A hajtóműve kétfokozatú: egy kisebb indítófokozat, amely még a vetőcsőben kiég arra elegendő, hogy biztonságos (kb. 15 méteres) távolságra juttassa a rakétát kezelőktől. Ezt követően indul be a főrakéta-hajtómű, amely közel háromszoros hangsebességre gyorsítja a rakétát és mintegy 10 fordulat/másodperces forgással stabilizálja azt. Ez elegendő a mozgási energiát biztosít a Mistral számára ahhoz, hogy 8 km-re lévő célokat támadhasson, míg legnagyobb célmagasság 6000 méter lehet. A legkisebb elfogási távolság pedig 500 méter. A rakéta képes akár 30 g terheléssel járó fordulókat is végrehajtani.
A Mistral rakéta legújabb harmadik változata (M3) már infravörös képalkotó fejjel rendelkezik, ami sokkal jobb zavarvédettséget biztosít a számára: képes megkülönböztetni a célpontot az infracsapdáktól. A rakéta orrában lévő infravörös érzékelő szűk látómezővel bír, hogy jobban a célra fókuszáljon és figyelmen kívül hagyva a zavarótölteteket, ugyanakkor 38 fokban képes eltérni rakéta középvonalától megkönnyítve az indítás előtti célbefogást illetve célkövetést. A gyártó MBDA vállalat 96% találati valószínűséget állít Mistral rakétákkal kapcsolatban.

### Változatok
A Mistral első változatát (S1) 1988-ban mutatták be. Ez legfeljebb csupán 5 kilométeres hatótávolsággal és 3000 méteres maximális célelfogási magassággal rendelkezett. 1997-ben jelent meg a második továbbfejlesztett változat (M2) - a Magyar Honvédség is ezt rendszeresítette 1999-ben. Ennek a változatnak tömege csökkent, hatótávolsága 6 kilométerre nőtt. A 2014-től a M3 változat került gyártásba nagyobb, 8 km-es maximális hatótávolsággal, 6000 méteres maximális célelfogási magassággal és jobb zavarvédelemmel.
|    | Max. Sebesség | Max. Hatótávolság | Max. Célmagasság |
| -- | ------------- | ----------------- | ---------------- |
| S1 | 2,5 Mach      | 5 km              | 3000 m           |
| M2 | 2,6 Mach      | 6 km              | 3000 m           |
| M3 | 2,8 Mach      | 8 km              | 6000 m           |

## Mistral indítók és rendszerek
A Mistral rakéta különféle indítóegységeknek köszönhetően bevethetőek teherautókról, páncélozott járművekről, hajókról vagy helikopterekről. (Többek között az SA 341 Gazelle, Denel Rooivalk, vagy az Airbus Tiger helikopterekről is lehet indítani).
Szinte minden légvédelmi rakétarendszer áll egy vagy több radarból, rakétaindítókból illetve az ezeket összefogó és koordináló tűzvezető központból. A Mistral rakétákat alkalmazni képes rendszerek a következők:

### Gyártásban lévő Mistral-indtók és rendszerek
MANPADS (korábban: SATCP) – Ez az egyrakétás indító állvány volt az első rendszeresített konfiguráció, amely tömegét tekintve a legkönnyebb és a legnagyobb fokú mobilitást biztosít mind közül.  Az SATCP egy háromlábú állványból, a bal oldalán indítóberendezésből és a lövész stabilitását szolgáló székből áll. Ez a Mistral rendszer áll a legközelebb a „vállról indítható” légvédelmi rakéta koncepcióhoz (MANPADS): két ember képes gyalog szállítani a rendszert. Az egyik a 22,5 kg-os összecsukott indítóállványt viszi, a másik a közel 20 kg-os Mistral rakétát hordozza.
ATLAS – két rakétás, manuális irányzású indítóegységből álló rendszert, amelyet  telepíthető teherautókra, könnyű páncélzatú járművekre, valamint használható földre telepítve is. Ezt a változatot rendszeresítette a Magyar Honvédség 1999-ben.
ATLAS RC – négy rakétás távirányított rakéta indító járművekre
ATAM - A kétrakétás ATAM indítósínt elsősorban helikopterek számára fejlesztették ki, hogy a Mistral rakéta légharcban is használható legyen.  Maga a rakéta teljesen megegyezik a földi indítású változattal. Az ATAM indítókat szárazföldi harcjárműveken is alkalmazzák.
SIMBAD RC – Ez egy kétrakétás távirányított indítóval felszerelt légvédelmi rendszer hadi hajók számára.

### Már nem gyártott Mistral-indítók és rendszerek
ALBI – Az ATLAS-szal szinte teljesen megegyező, de páncélozott harcjárművekre optimalizált változat. A kezelő félig a járműbe süllyesztve foglal helyet nagyobb védelmet élvezve.
ASPIC – A gépjárművekre rögzíthető ASPIC indítóállvány az eddigiektől eltérően távirányítású, nem ül ember az „állványban”. Automata célkövető rendszerrel felszerelt komplex rendszer, amely 2×2 rakétát hordoz  és nappali és éjszakai automatikus célkövetést lehetővé tevő optikai irányzó rendszert használ. Már nem szerepel a gyártó kínálatában – az MBDA a hasonló kialakítású ATLAS RC indítókat ajánlja helyette.
MPCV – A Mistral rakéta egyik legújabb szárazföldi mobil légvédelmi alkalmazása, amelyet az MBDA a német Rheinmetall vállalattal közösen fejlesztett ki. Ez lényegében egy távirányítású stabilizált fegyverállvány egy 12,7mm géppuskával  és 4 db Mistral rakétával. A fegyverrendszer 360 fokban körbeforgatható és függőlegesen -10° és +60° között irányozható. A rendszer szinte bármilyen harcjármű tetejére felszerelhető.
TETRAL – Ez a rendszer egy távirányítású hajófedélzeti légvédelmi rendszer, amely egyidejűleg 4 Mistral rakétát képes hordozni és indítani. Már nem szerepel a gyártó kínálatában.
SADRAL – A TETRAL rendszerrel azonos feladatkörű 6 rakétás légvédelmi rendszer hadi hajók számára. Már nem szerepel a gyártó kínálatában.

### Irányító rendszerek
A Mistral rendszer központi eleme a Mistral Coordination Post vagy is röviden az MCP néven ismert vezetési pont és lokátor, amely rádión keresztül adhat célinformációkat a széttelepített rakétaindítóknak. Az MCP 30 km-es hatótávolságú X-sávú radarral és IFF lekérdezővel képes célok felderítésére, azonosítására és egyidejűleg 20 célpont követésére. A maximális észlelési magassága: 4000 méter. A 4×4-es teherautó alvázra épített MCP központot egyetlen kezelő is működtetheti, de rendszerint egy rádióssal párban dolgoznak. Akár három MCP is hálózatba köthető, nagyobb területet fedhető le ezáltal. A Magyar Honvédség kilenc MCP vezetési pontot rendszeresített a Mistral-Atlas indítókhoz.
A radaros vezetési pont legújabb változata az Improved Mistral Coordination Post (IMCP), amely már 80 km-es hatótávolsággal és akár 15000 méteres „plafonnal” rendelkezik. A nagyobb 6×6 teherautóra épített IMCP már 200 célt is képes folyamatosan követni AESA radarjának köszönhetően.

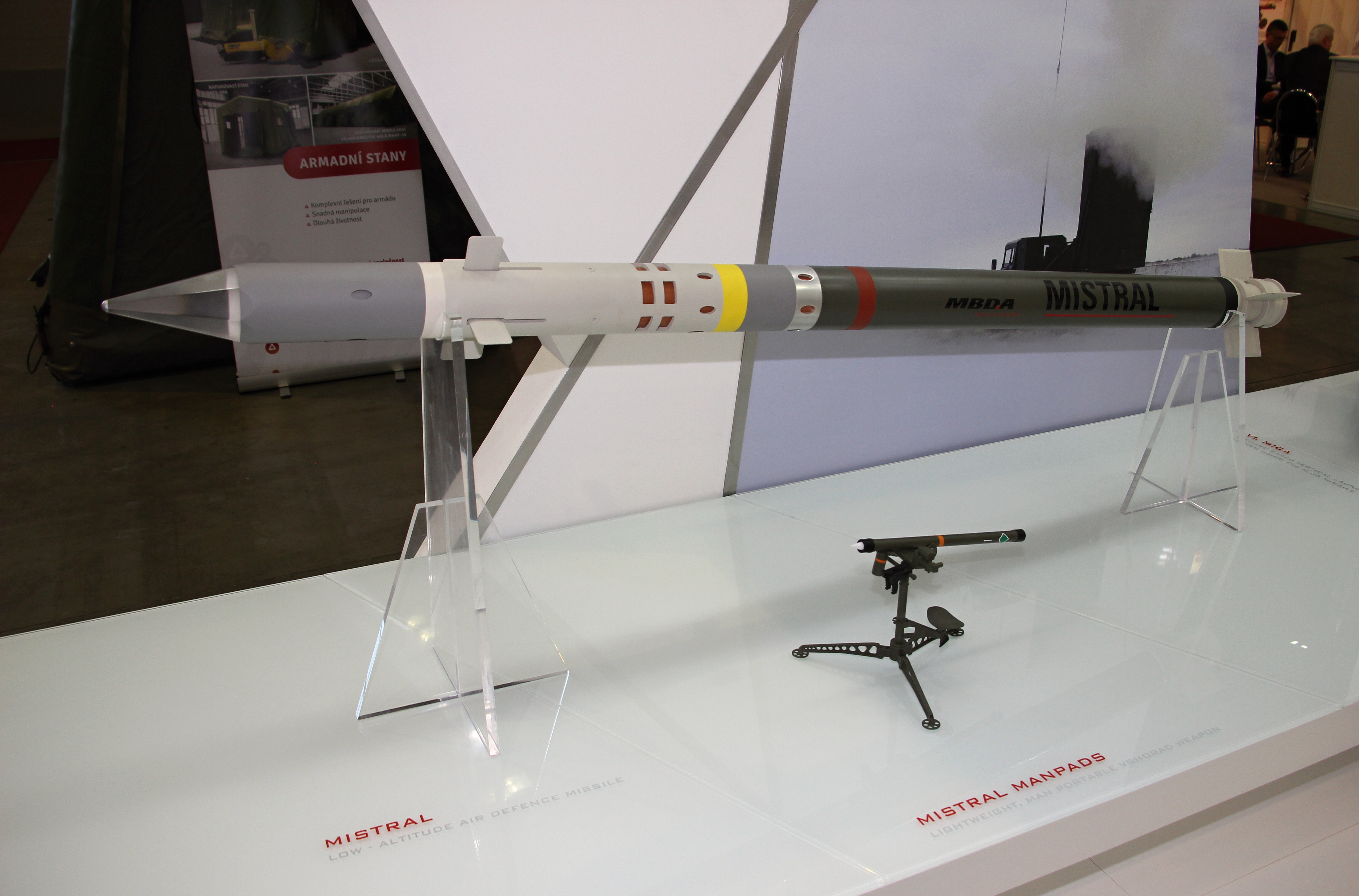
A Mistral rakéta vetőcső nélkül
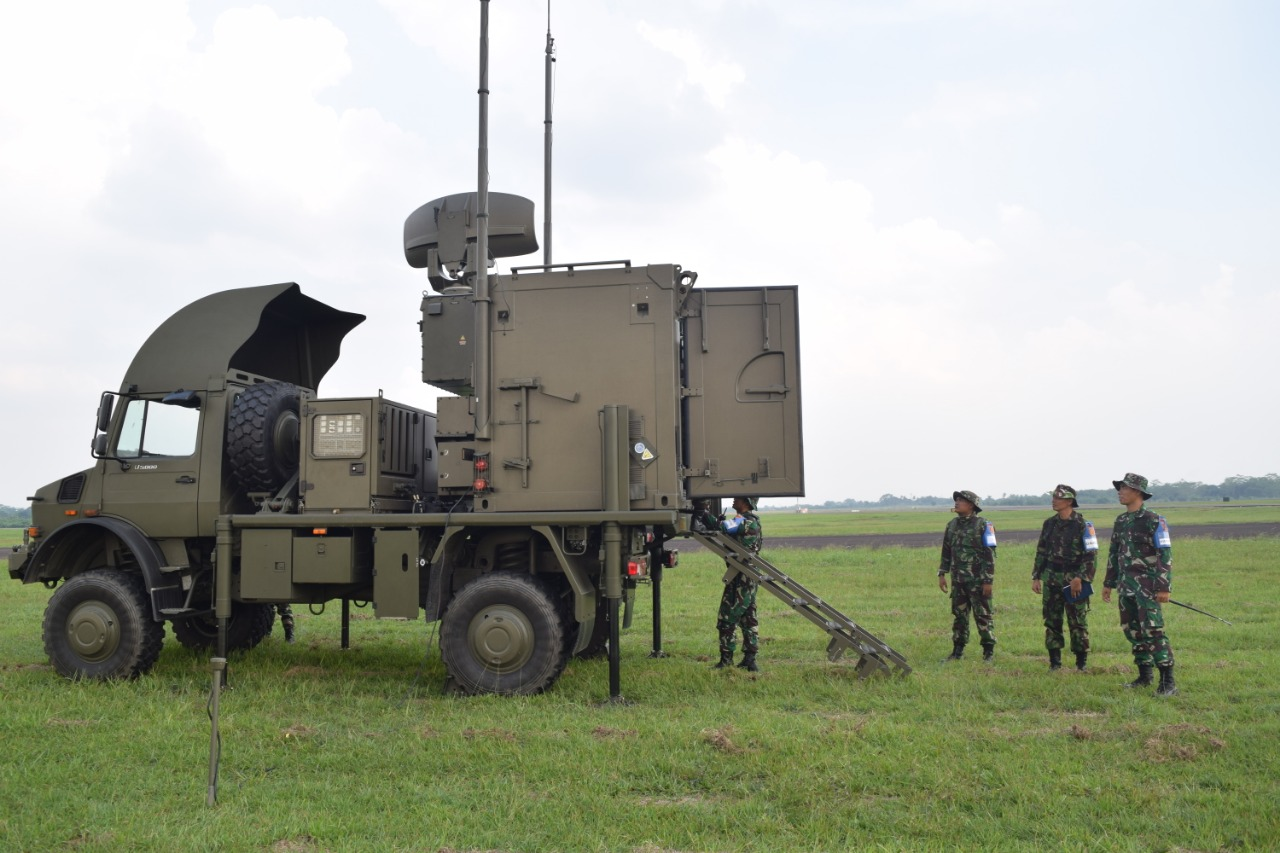
MCP vezetési pont- és lokátor
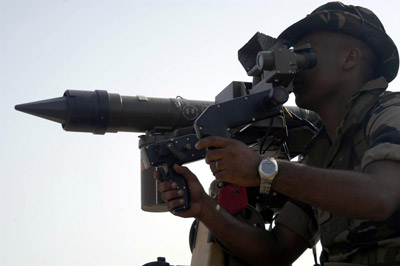
SATCP rendszer
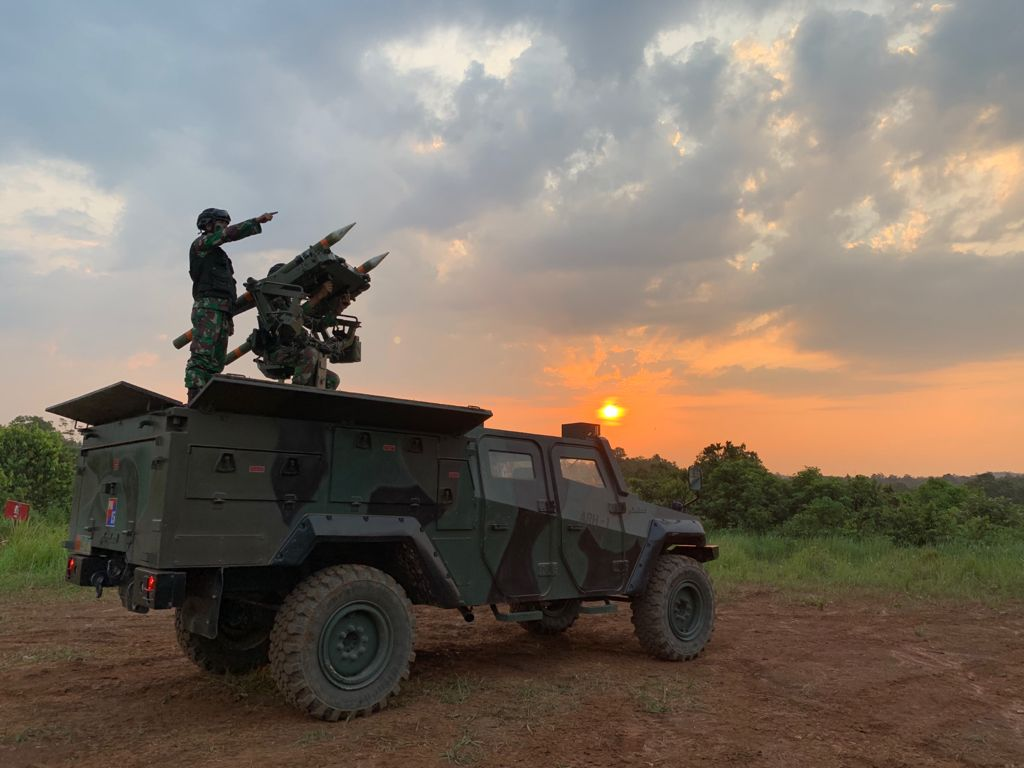
Az ATLAS rendszer
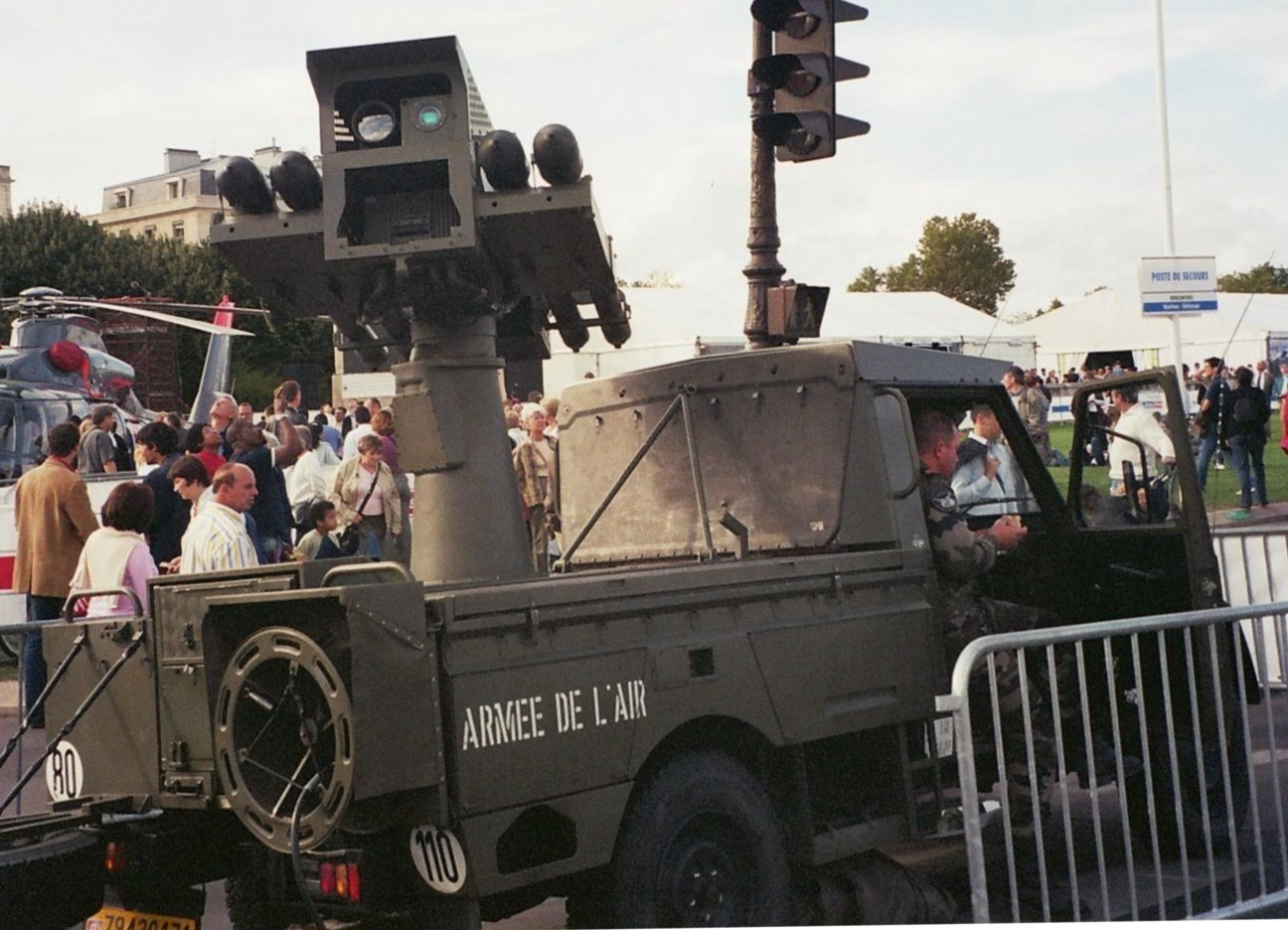
ASPIC rendszer
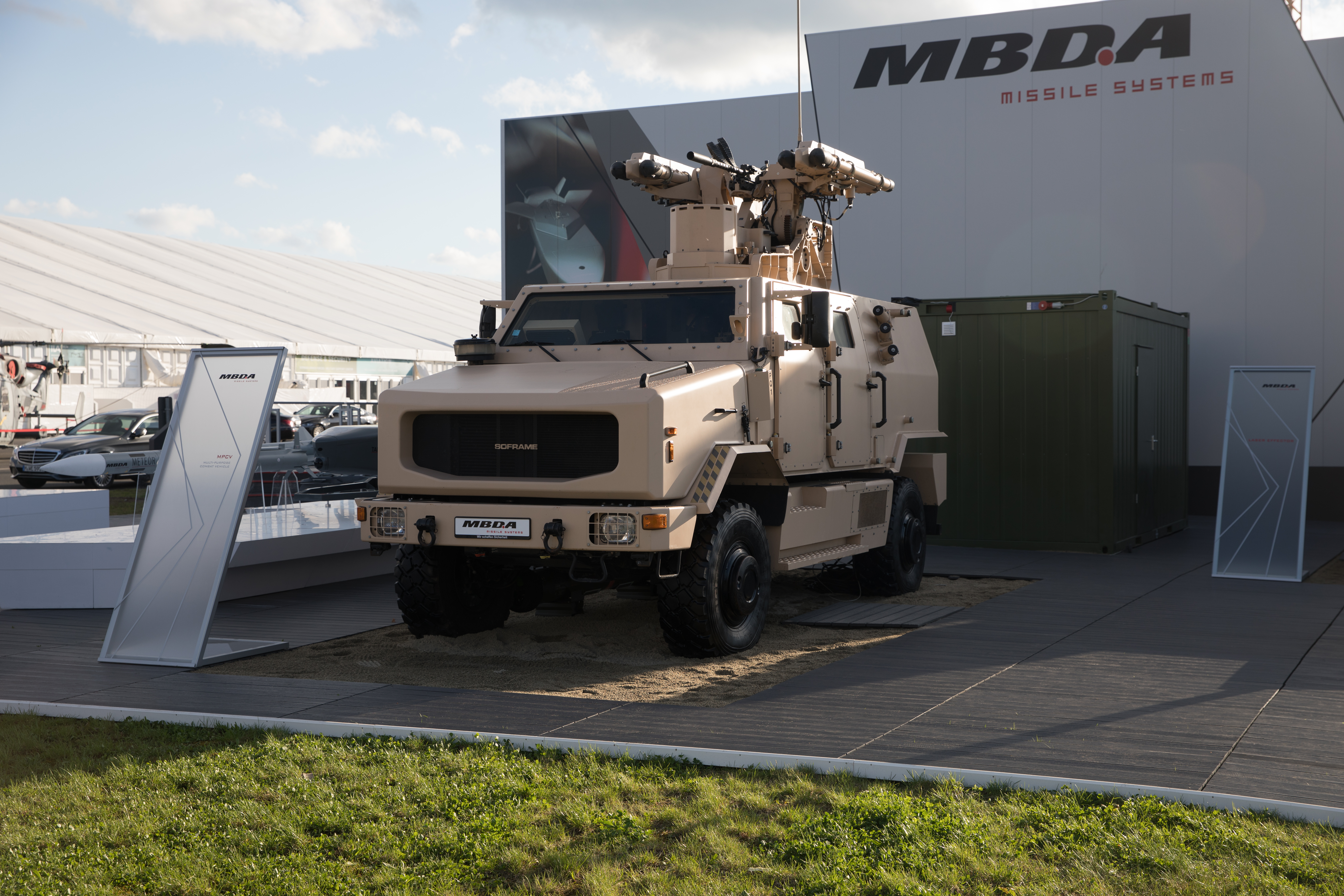
MPCV rendszer
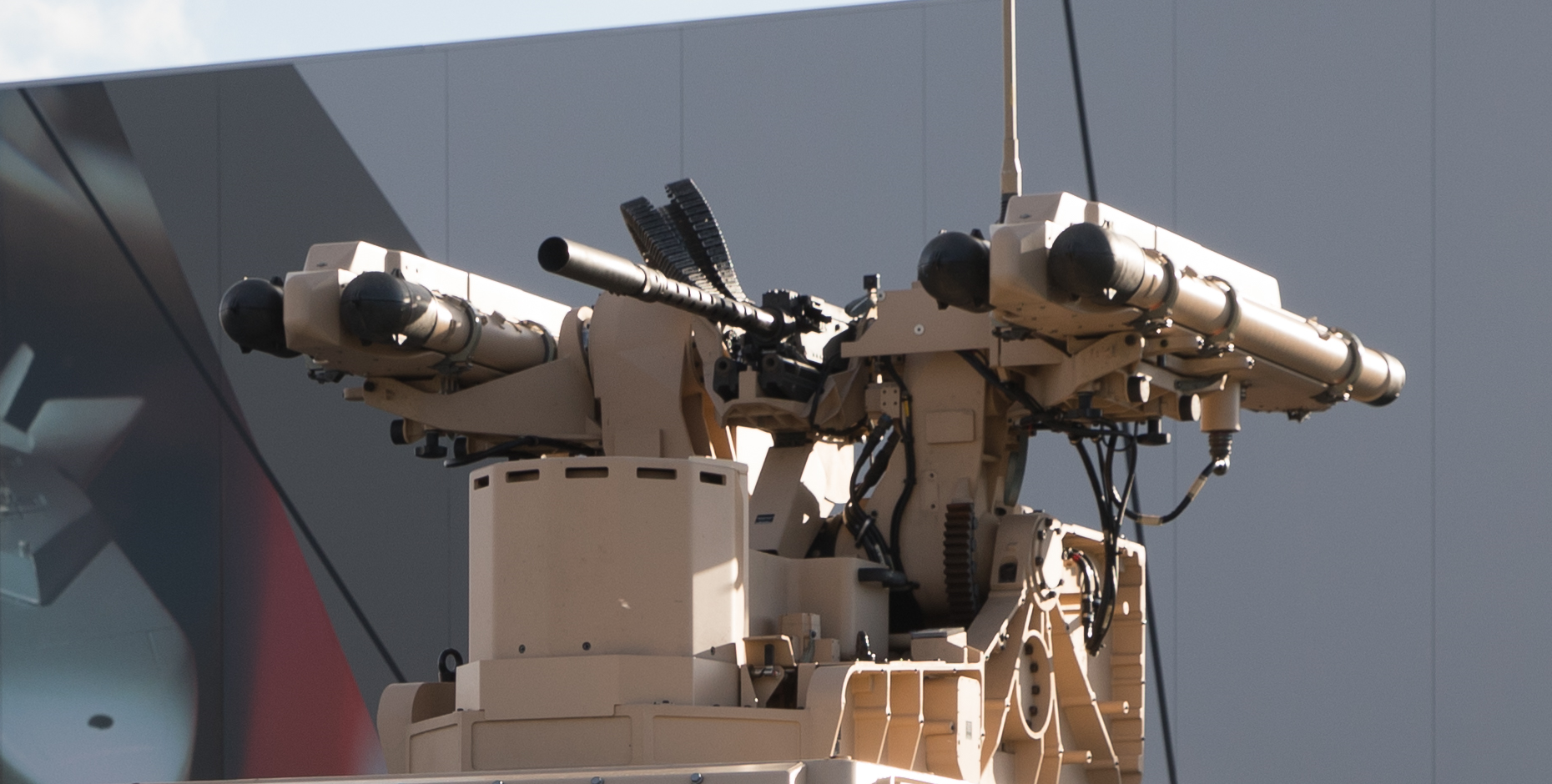
Mistral MPCV-torony közelről
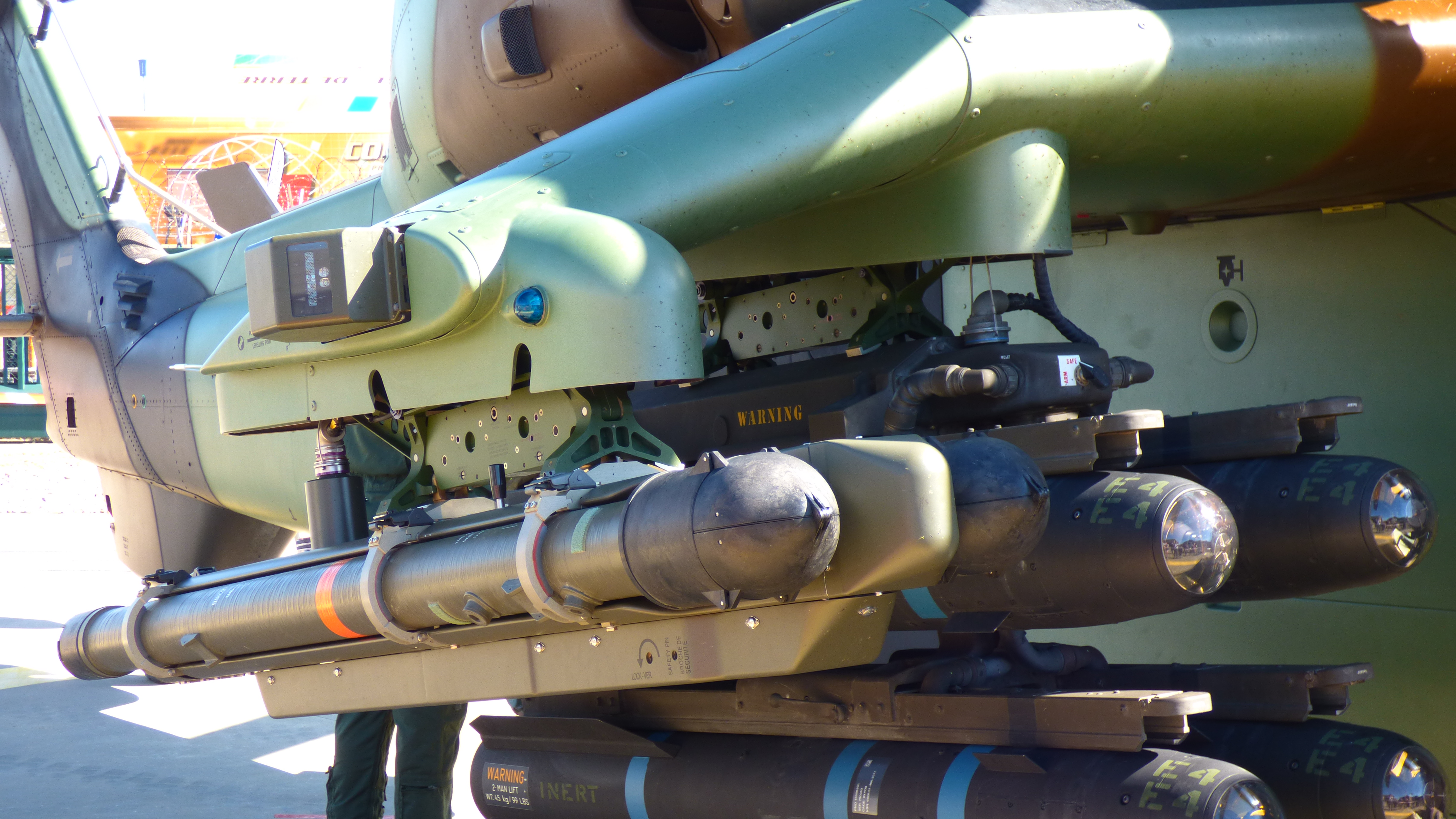
Mistral ATAM a Tiger helikopteren
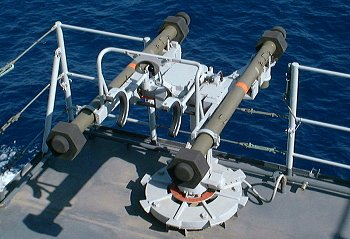
Simbad légvédelmi rakétarendszer
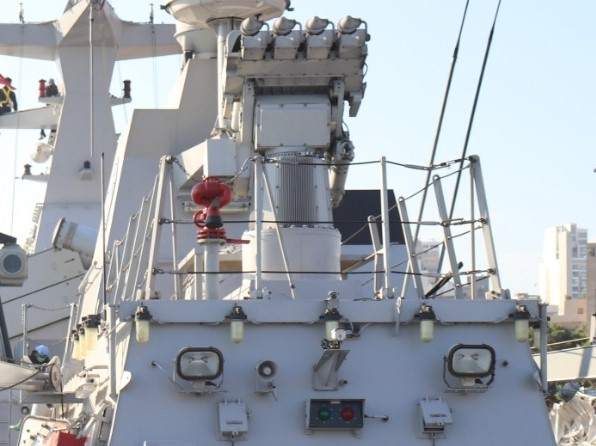
A TETRAL rendszer
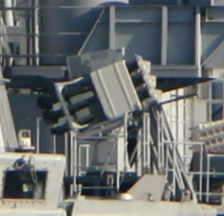
A SADRAL rendszer

## Mistral rakéták a Magyar Honvédségben
1997-ben választotta ki a Magyar Honvédség a Mistral Atlas kis hatótávolságú légvédelmi rendszert, amely 4×4-es Unimog-teherautókra szerelt kétrakétás indítókból és a szintén teherautókra telepített MCP lokátoros vezetési pontokból áll. Az MBDA vállalatnak 1999. év végéig kellett eleget tennie a három Mistral légvédelmi rakétaüteg szállítására vonatkozó kötelezettségének, amely 45 darab indítójárműből és 9 darab MCP radaros vezetési pontból állt.
Fontos megjegyezni, hogy Mistral nem klasszikus „vállról indítható” légvédelmi rakéta (MANPADS), hanem egy nehezebb, nagyobb hatótávolságú kategória, mint a rendszeresítése után nem sokkal kivonásra került Igla rakéta. A Honvédség nem is ezek pótlására szerezte be a Mistral rendszert, az Iglaval összevetni a Mistralt teljesen téves elképzelés. Ha már szovjet/orosz megfelelőt keresünk, akkor Sztrela-10 rendszer áll hozzá a legközelebb. MANPADS képessége a Honvédségnek jelenleg nincs.
2016-ban a Magyar Honvédség korszerűbb, nagyobb hatótávolságú és megbízhatóbb Mistral-3 rakétákat szerzett be, továbbá hozzá kezdett a MCP–SHORAR vezetési pont- és lokátor modernizációjához. Az új rakétával kapcsolatos tapasztalatokat így foglalta össze Könczöl Ferenc ezredes, a Mistral rakétarendszert jelenleg egyedüliként üzemeltető  győri Légvédelmi Rakétaezred egykori parancsnoka:
„Már az M2-es is eléggé impresszív volt, az új azonban már jóval 90 százalék feletti találati pontossággal rendelkezik, rendkívül gyors, kiváló a zavarvédettsége és a manőverezőképessége, így ha a MISTRAL ráfog a célra, akkor nagyon kevés esélye van a légijárműnek.Nyilván ezért gondolja a Magyar Honvédség vezetése, hogy ezt a képességet meg kell tartani és a vezetési eszközöket fel kell fejleszteni a 21. századi színvonalra.”
Az MCP radaros vezetési pontok modernizálása során a radarberendezés általános megbízhatóságát növelik, korszerű megoldásokat alkalmazva egyszerűsítik a kezelőszemélyzet munkáját. Emellett a korábbinál korszerűbb adatátviteli protokollt fog használni a rendszer, amelynek köszönhetően gyorsabbá és megbízhatóbbá válik a vezetés, illetve a radarvezetési pontok közötti titkosított kommunikáció.
2023 júniusában Magyarország négy másik országgal együtt további Mistral-rakéták közös beszerzésére írt alá szándéknyilatkozatot. A nyilatkozat csak rakétákra vonatkozik, további indítókat vagy más berendezéseket nem tartalmaz a várható beszerzés.
A Honvédség néhány éven belül várhatóan rendszeresíti a Skyranger 30 csapatlégvédelmi rendszert, amely egy 30 mm-es gépágyú mellett szintén Mistral rakétákkal lesz felfegyverezve.

## Harctéri alkalmazás
Gyakorlatok során több, mint 2000 rakétát lőttek ki, 96%-os találati pontossággal.
A második kongói háborúban két Mistral rakéta használatával a ruandai erők lelőttek egy zimbabwei BAE Hawk repülőgépet 1999. március 23-án.
A Mistral rakétákat a 2022-ben kitört ukrajnai háborúban is aktívan használják az ukrán katonák, miután Norvégiától és Franciaországtól is kaptak ilyen típusú rendszereket.

## Összevetés hasonló rendszerekkel
|                   | Mistral              | Stinger    | Igla-S     | KP-SAM Chiron | RBS 70 NG             |
| ----------------- | -------------------- | ---------- | ---------- | ------------- | --------------------- |
| Rávezetési mód    | infravörös képalkotó | infravörös | infravörös | infravörös    | lézeres vezetősugaras |
| Rakéta tömege     | 19,7 kg              | 10,1 kg    | 10,8 kg    | 15 kg         | 15 kg                 |
| Rakéta átmérője   | 90 mm                | 70 mm      | 72 mm      | 80 mm         | 106 mm                |
| Max. sebesség     | 2,8 Mach             | 2,2 Mach   | 1,9 Mach   | 2,5 Mach      | 2 Mach                |
| Max. hatótávolság | 8 km                 | 6-8 km     | 6 km       | 7 km          | 9 km                  |
| Max. célmagasság  | 6 km                 | 3,8 km     | 3,5 km     | 4 km          | 5 km                  |
| Harci rész tömege | 2,95 kg              | 3 kg       | 1,17 kg    | 2,5 kg        | 1,1 kg                |

## Rendszeresítők
A Mistral rakéták sorozatgyártását 1989-ben kezdték, napjainkra[mikor?] pedig több mint 32 ország 37 fegyveres ereje alkalmazza. Több, mint 16 000 rakétát értékesítettek/rendeltek.
A közelmúltban[mikor?] ipari források szerint a Thai Királyi Haditengerészet néhány egységnyi Sadral/Mistral légvédelmi rendszert rendelt. A megrendelés leendő értéke 45,7–76,2 millió euró között lesz. A rendszerekkel a haditengerészet két Naresuan-osztályú fregattját és két új építésű Pattani-osztályú járőrhajóját kívánják felszerelni.
A Mistral egyik legújabb rendszeresítője Szerbia, amely 2019 júliusában rendelt meg rakétáit a MBDA-től.
2022 áprilisában Ukrajna 100 darab Mistral rakétát kapott hadisegélyként Norvégiától.
2022 decemberében Horvátország is csatlakozott a Mistral rakétákat rendszeresítő országok sorába, amikor is mintegy 53 millió euró értékben adott le rendelést az MBDA-nek Mistral rakétákra.
2023 májusában Spanyolország 600 darab Mistral rakétát rendelt.
2023 júniusában 5 európai ország közösen rendelt többszáz Mistral rakétát. A megrendelők között Magyarország is ott van.

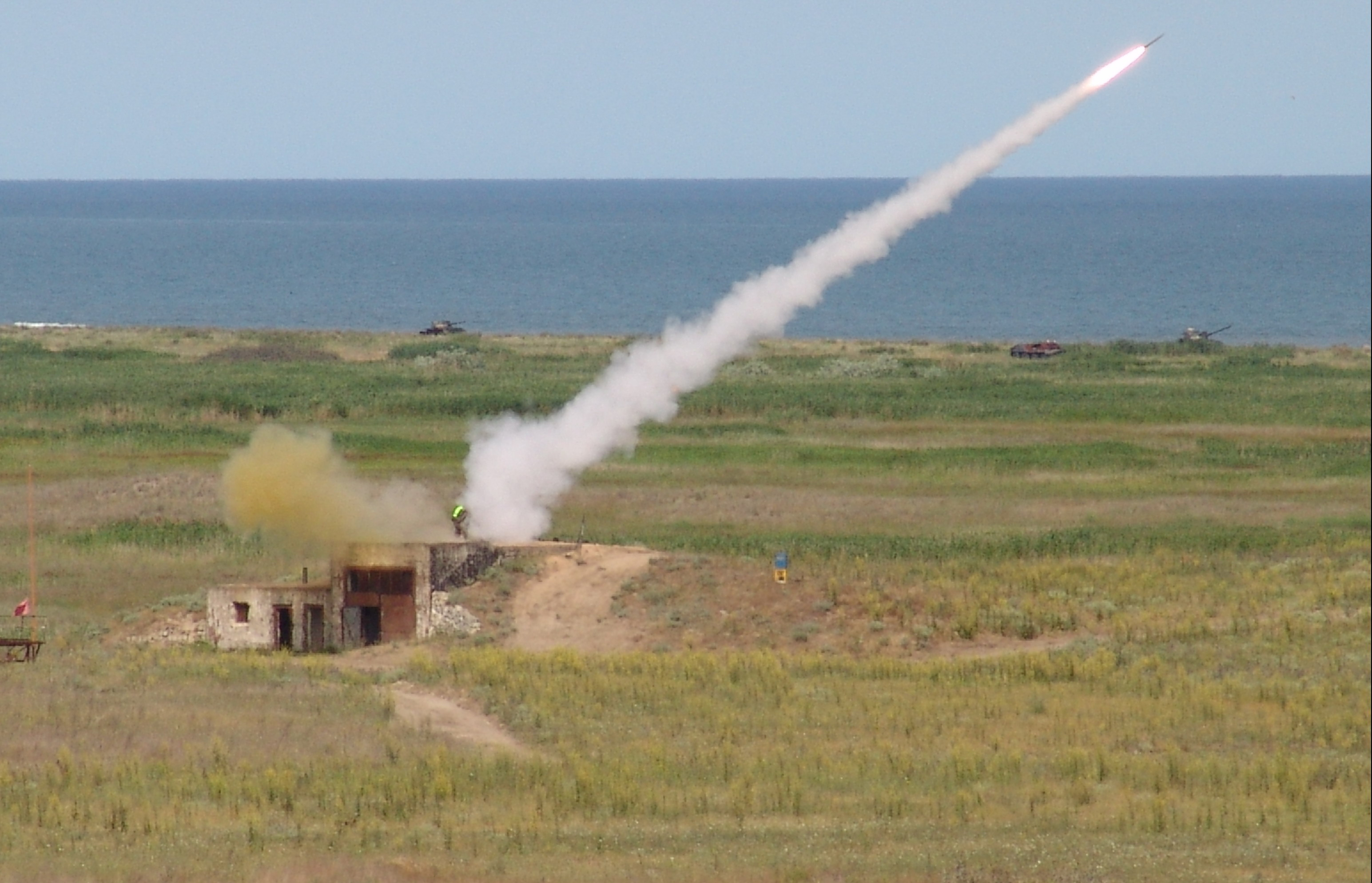
Mistral rakéta indítása egy francia-román közös hadgyakorlaton (Capu Midia lőtér)

 Ausztria
 Brazília
 Brunei
 Chile
 Ciprus
 Dél-afrikai Köztársaság
 Dél-Korea
 Ecuador
 Észtország
 Finnország
 Franciaország
 Fülöp-szigetek
 Horvátország
 India
 Indonézia
 Irán
 Izrael
 Katar
 Kolumbia
 Magyarország
 Marokkó
 Norvégia
 Omán
 Pakisztán
 Spanyolország
 Szerbia
 Szingapúr
 Thaiföld
 Ukrajna
 Új-Zéland
 Venezuela